# Castillo de Hollenburg
El castillo de Hollenburg un fortín medieval situado cerca de Köttmannsdorf, en Carintia, Austria. Situado sobre una roca en la ladera norte del valle del Drava, se encuentra a una altitud de 561 m (1841 pies) sobre el nivel del mar.

## Historia
Documentado por primera vez en 1142. En su momento fue catalogado como un centro cultural e histórico de la región de Carnica, en Rosental. Para mediados de 1348 fue afectado por un terremoto, además sufrió una incursión turca en 1478 y nuevamente fue afectado por otros dos terremotos en 1571 y 1690 y un incendio en 1856. El castillo fue alguna vez propiedad del doctor Kyrle.
A lo largo del tiempo ha sido restaurado en varias ocasiones. Cuenta con un conjunto de arcadas renacentistas, una capilla con frescos góticos que datan de entre 1350 a 1360. Desde finales de los años 1990, en el castillo se celebran exposiciones de arte moderno.
En el castillo se celebran reuniones familiares, eventos y bodas.